# Salvatore Bagni
Pour les articles homonymes, voir Bagni.
Salvatore Bagni  est un footballeur italien, né le 25 septembre 1956 à Corregio, en Émilie-Romagne.

## Carrière
- 1975-1977 :  Carpi FC
- 1977-1981 :  Perugia
- 1981-1984 :  Inter Milan
- 1984-1988 :  SSC Naples
- 1988-1989 :  US Avellino[1],[2]

## Palmarès
- 41 sélections et 4 buts en équipe d'Italie entre 1981 et 1987
- Champion d'Italie en 1987 avec Naples
- Vainqueur de la Coupe d'Italie en 1982 avec l'Inter Milan et en 1987 avec Naples